# Президент Молдови

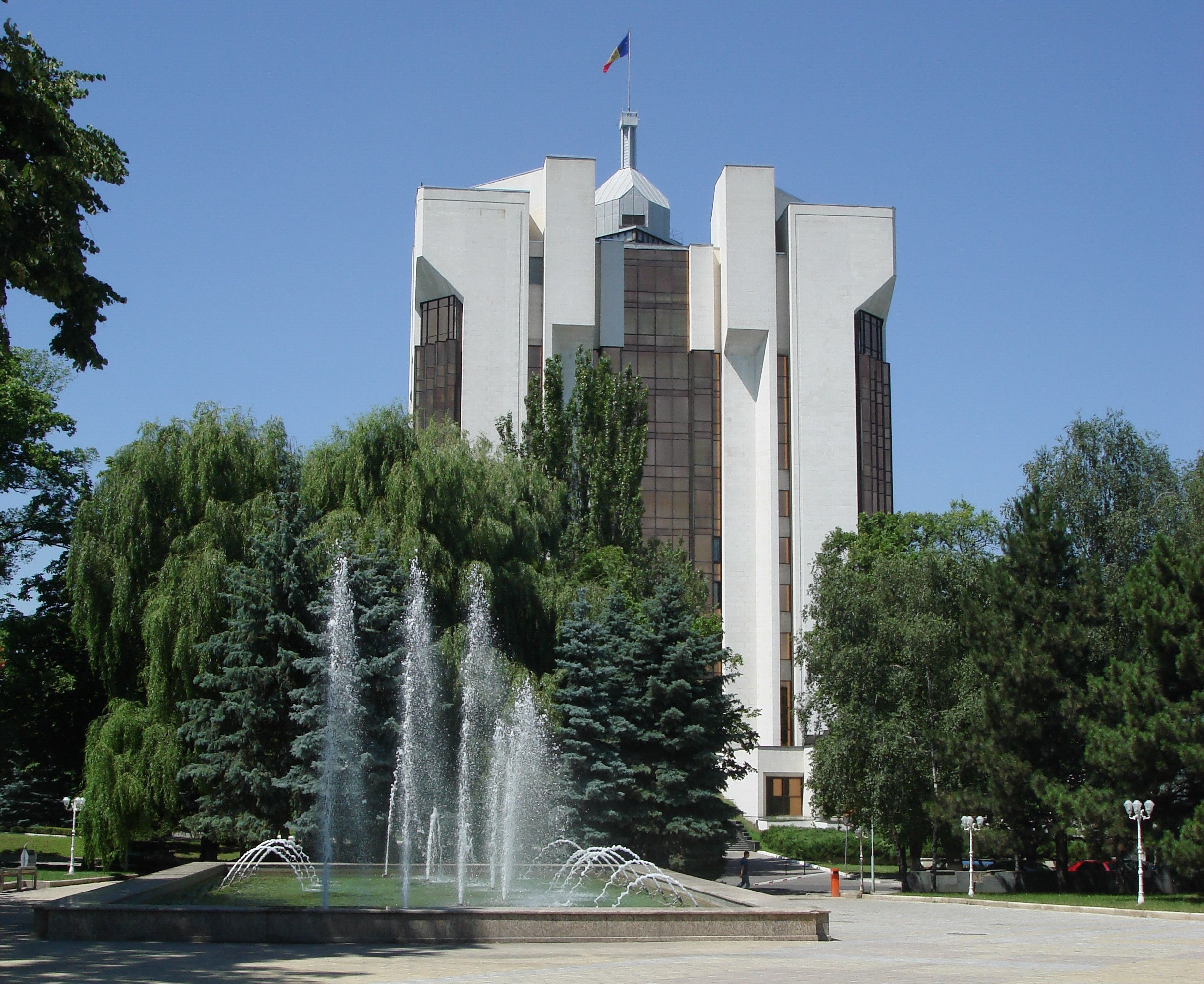
Президентський палац у Кишиневі

Президент Республіки Молдова (рум. Președintele Republicii Moldova) — згідно з конституцією, глава Республіки Молдова, представляє державу і є гарантом суверенітету, національної незалежності, єдності і територіальної цілісності країни. Нинішнім президентом є Мая Санду, яка вступила на посаду 24 грудня 2020 року. 15 листопада 2020 року вона перемогла Ігоря Додона на чергових виборах президента.

## Призначення
Президента Молдови до 2016 року обирали в парламенті під час таємного голосування. 4 березня 2016 Конституційний суд республіки Молдова ухвалив рішення, згідно з яким порядок виборів президента парламентом — неконституційний, натомість мають проводитися всенародні вибори (перші були призначені на жовтень 2016 року).
Після обрання президент повинен скласти присягу, аби вступити на посаду. Термін повноважень — 4 роки. Кандидатом на пост президента може стати будь-який громадянин Молдови, якому виповнилося 40 років, який проживає на території країни впродовж не менше 10 років і вільно знає державну мову. Одна й та ж особа не має права обіймати посаду президента більше двох термінів поспіль.

## Функції
До головних функцій президента належать:
- Висунення кандидатури на пост прем'єр-міністра країни (кандидатуру узгоджують під час консультацій із парламентськими фракціями).
- Призначення уряду.
- Головнокомандувач збройних сил.

## Нинішнє становище
З 11 вересня 2009 виконувачем обов'язків Президента був спікер парламенту Міхай Гімпу. 28 — 30 грудня 2010 — Влад Філат. Після позачергових виборів 2010 року до березня 2012 — лідер Демократичної партії Маріан Лупу. Загалом, Молдова жила без обраного президента 917 днів, або близько 2,5 років, що є світовим рекордом.
16 березня 2012 президентом Молдови обраний Ніколае Тімофті.
У жовтні 2016 року вперше з 1996 року відбулися народні вибори президента. Їх проведення було однією з вимог під час масових протестів 2015 року. У першому турі з результатом 48 % голосів переміг проросійський кандидат, лідер соцпартії Ігор Додон. Другий тур виборів відбувся 13 листопада 2016 року, до нього вийшли кандидати Ігор Додон та Мая Санду, яка у першому турі набрала 38 % голосів. Вона дотримується євроінтеграційного напрямку. За підсумками голосування переміг Ігор Додон.

## Список
Міхай Гімпу, Володимир Філат і Маріан Лупу з 11 вересня 2009 до 23 березня 2012 виконували обов'язки президента через брак голосів у парламенті для обрання чергового керівника держави.
| №    | президент         | початок         | закінчення        |
| ---- | ----------------- | --------------- | ----------------- |
| 1    | Мірча Снєгур      | 3 вересня 1990  | 15 січня 1997     |
| 2    | Петро Лучинський  | 15 січня 1997   | 7 квітня 2001     |
| 3    | Володимир Воронін | 7 квітня 2001   | 11 вересня 2009   |
| в.о. | Міхай Гімпу       | 11 вересня 2009 | 28 грудня 2010    |
| в.о. | Володимир Філат   | 28 грудня 2010  | 30 грудня 2010    |
| в.о. | Маріан Лупу       | 30 грудня 2010  | 23 березня 2012   |
| 4    | Ніколае Тімофті   | 23 березня 2012 | 23 грудня 2016    |
| 5    | Ігор Додон        | 23 грудня 2016  | 24 грудня 2020    |
| 6    | Мая Санду         | 24 грудня 2020  | Чинна президентка |